# Diagnostic (pathologie végétale)
Pour les articles homonymes, voir diagnostic.

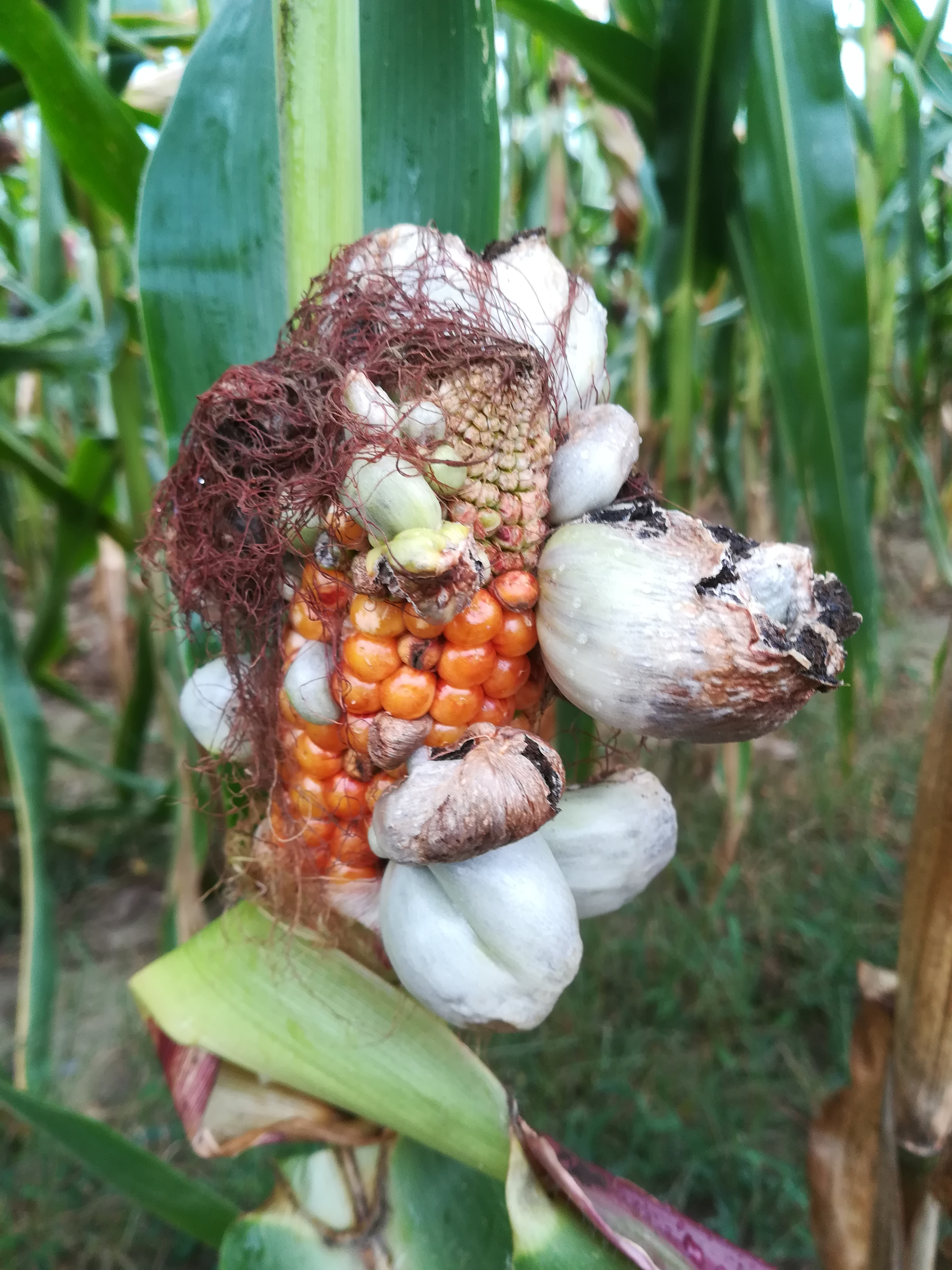
Épi de maïs atteint par la maladie du charbon.

En pathologie végétale, le diagnostic est une démarche qui permet par l'observation et le raisonnement d'identifier, chez une plante ou une culture, une maladie ou un désordre physiologique, et ses agents causaux, en vue de déterminer le traitement approprié.
L'objet du diagnostic est d'identifier la nature de la maladie et de déterminer l'agent causal, qui peut être biotique (organisme vivant) ou abiotique (facteurs environnemental). L'examen se fait en partie sur le terrain : connaissance des conditions de milieu dans lequel la plante a été cultivée, revue des pratiques culturales, examen d'un échantillon de la plante, et en partie en laboratoire :  analyse de sol et détermination du Ph, vérification de l'hypothèse de Koch, méthodes biochimiques, examen microscopique, méthodes sérologiques, analyse de l'ADN.
La première étape consiste à identifier correctement la plante : espèce (nom binominal) et si possible la variété (cultivar), ce qui permet de restreindre le champ de recherche aux maladies affectant généralement ce type de plante, et à connaître les caractéristiques de ses organes à l'état normal (sain), les symptômes pouvant dans certains cas se limiter à des différences subtiles.
Les autres éléments à prendre en compte lors de la diagnose d'une maladie sont, outre l'espèce et la variété cultivée, l'emplacement et les propriétés du sol, les techniques culturales utilisées (travaux du sol, technique de semis, etc.), l'assolement, la nutrition des plantes (engrais minéraux, organiques), les traitements phytosanitaires appliqués (nature, doses, dates d'application, etc.), la distribution des plants malades dans le champ, etc.   